# Уряд Ісландії
64°08′50″ пн. ш. 21°56′07″ зх. д. / 64.147222222222° пн. ш. 21.935277777778° зх. д.
Уряд Ісландії — вищий орган виконавчої влади Ісландії.

## Голова уряду
- Прем'єр-міністр — Б'ярні Бенедіктссон (англ. Bjarni Benediktsson).

## Кабінет міністрів
Склад чинного уряду подано станом на 13 січня 2017 року.
| Логотип | Міністерство                                                         | Міністр                                                                      | Фото | Час на посаді | Час на посаді | Партія | Партія | Вебсайт |
| ------- | -------------------------------------------------------------------- | ---------------------------------------------------------------------------- | ---- | ------------- | ------------- | ------ | ------ | ------- |
|         | Міністерство екології та природних ресурсів                          | Бйорт Олафсдоттір (Bjort Olafsdottir)                                        |      |               |               |        |        |         |
|         | Міністерство економіки і фінансів                                    | Бенедікт Йоханнессон (Benedikt Johannesson)                                  |      |               |               |        |        |         |
|         | Міністерство закордонних справ і торгівлі                            | Гудлагур Тор Тордарсон (Gudlaugur Thor Thordarson)                           |      |               |               |        |        |         |
|         | Міністерство освіти, науки і культури                                | Кристьян Тор Юліуссон (Kristjan Thor Juliusson)                              |      |               |               |        |        |         |
|         | Міністерство охорони здоров'я                                        | Отар Проппе (Ottarr Proppe)                                                  |      |               |               |        |        |         |
|         | Міністерство соціальної політики і житлово-комунального господарства | Торстейн Віглундссон (Thorsteinn Viglundsson)                                |      |               |               |        |        |         |
|         | Міністерство сільського господарства і риболовлі                     | Торгердур Катрін Гуннарсдоттір (Thorgerdur Katrin Gunnarsdottir)             |      |               |               |        |        |         |
|         | Міністерство торгівлі та промисловості                               | Тордіс Колбрун Рейкфйорд Гулфадоттір (Thordis Kolbrun Reykfjord Gylfadottir) |      |               |               |        |        |         |
|         | Міністерство транспорту і місцевого самоврядування                   | Йон Гуннарссон (Jon Gunnarsson)                                              |      |               |               |        |        |         |
|         | Міністерство юстиції                                                 | Сігрідур Андерсен (Sigridur Andersen)                                        |      |               |               |        |        |         |

## Будівля

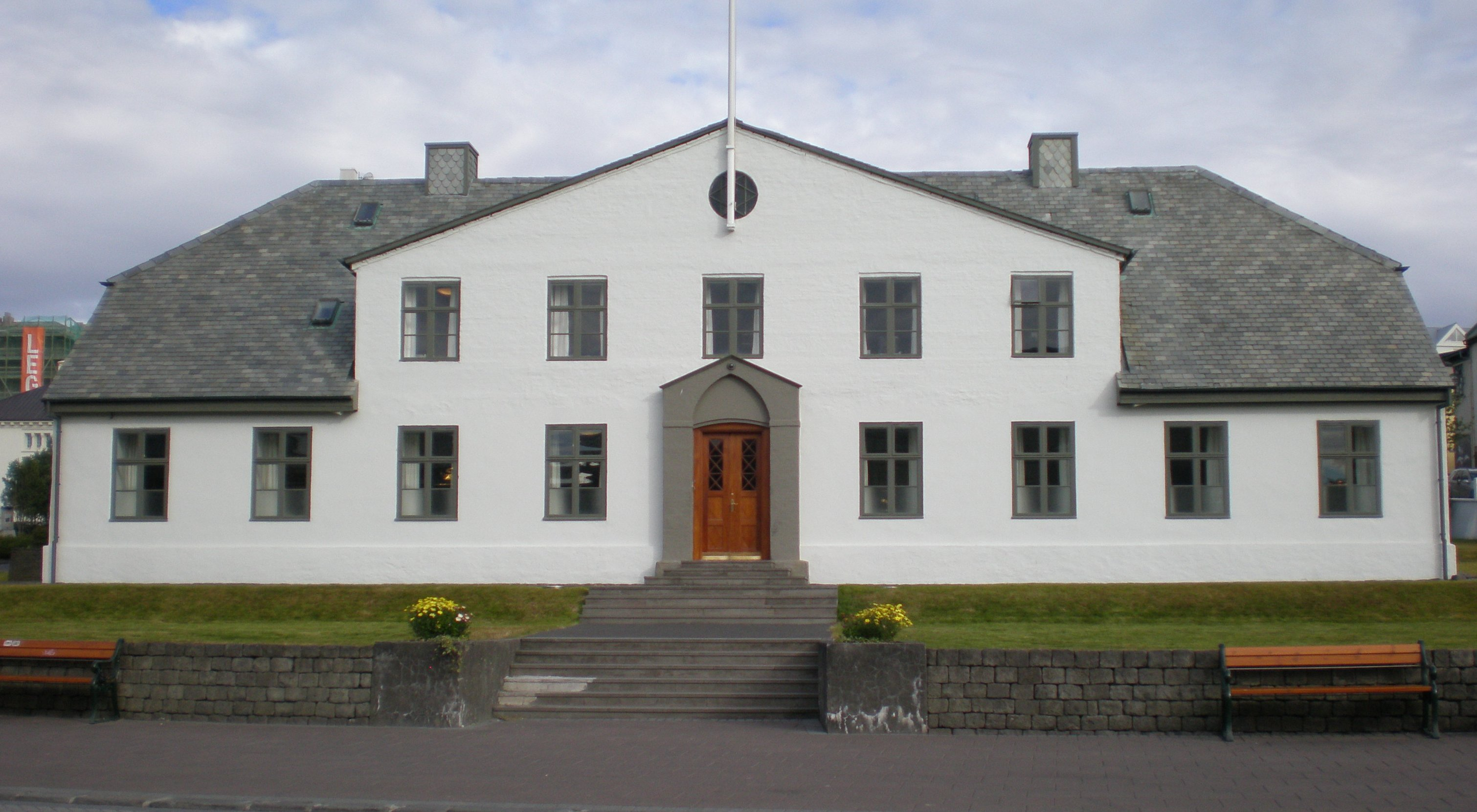
Будівля уряду Ісландії